# Meteorium nitens
Meteorium nitens är en bladmossart som beskrevs av J. D. Hooker och William M. Wilson 1854. Meteorium nitens ingår i släktet Meteorium och familjen Meteoriaceae. Inga underarter finns listade i Catalogue of Life.